# Marie-Paule Belle
Marie-Paule Belle (Parigi, 25 gennaio 1946) è una cantante e pianista francese.

## Biografia
Nota al grande pubblico per la canzone La Parisienne (1976) e per la sua interpretazione delle canzoni di Barbara, Belle ha inciso il suo primo 33 giri nel 1973. La sua prima apparizione televisiva risale all'11 marzo 1973, sul set di Philippe Bouvard, che le chiese di cantare le canzoni Wolfgang et moi e Nosferatu nello show Samedi soir.

## Discografia
- 1973 – Ça m'est égal
- 1974 – Café Renard
- 1976 – Celui
- 1976 – Maman j'ai peur
- 1978 – L'almanach de Marie-Paule Belle
- 1979 – Comme les princes travestis
- 1980 – Patins à roulettes
- 1982 – Mon premier album
- 1982 – Paris fais-toi faire un lifting
- 1985 – Sur un volcan
- 1989 – L'heure d'été
- 1999 – Quand tu passes
- 2001 – Marie-Paule Belle chante Barbara
- 2011 – ReBelle
- 2023 – Un soir entre mille